# Resolució 2023 del Consell de Seguretat de les Nacions Unides
La Resolució 2023 del Consell de Seguretat de les Nacions Unides fou adoptada el 5 de desembre de 2011. El Consell, preocupat pel potencial ús del sector minaire d'Eritrea com a font financera per desestabilitzar la regió de la Banya d'Àfrica, va exigir a Eritrea que cessés tots els esforços directes o indirectes per desestabilitzar els Estats de la regió (Somàlia, Etiòpia i Djibouti), i reforçar el règim de sancions contra aquest país. Amb aquesta finalitat va demanar al Comitè de sancions que el Grup de seguiment de Somàlia i Eritrea examinarà les directrius de diligència necessàries per a l'ús facultatiu dels Estats.
També va condemnar Eritrea per l'ús de l' impost de la diàspora per desestabilitzar la regió de la Banya d'Àfrica i violar el règim de sancions, incloent l'adquisició d'armes i material relacionat per a la transferència a grups armats d'oposició. Va reclamar a Eritrea que deixés d'utilitzar l'extorsió, les amenaces de violència, el frau i altres mitjans il·legals per recaptar impostos fora d'Eritrea dels seus nacionals o d'altres persones d'ascendència eritrea.
La Resolució fou adoptada amb 13 vots a favor i cap en contra, i les abstencions de la República Popular de la Xina i Rússia.